# Robert Smail’s Printing Works

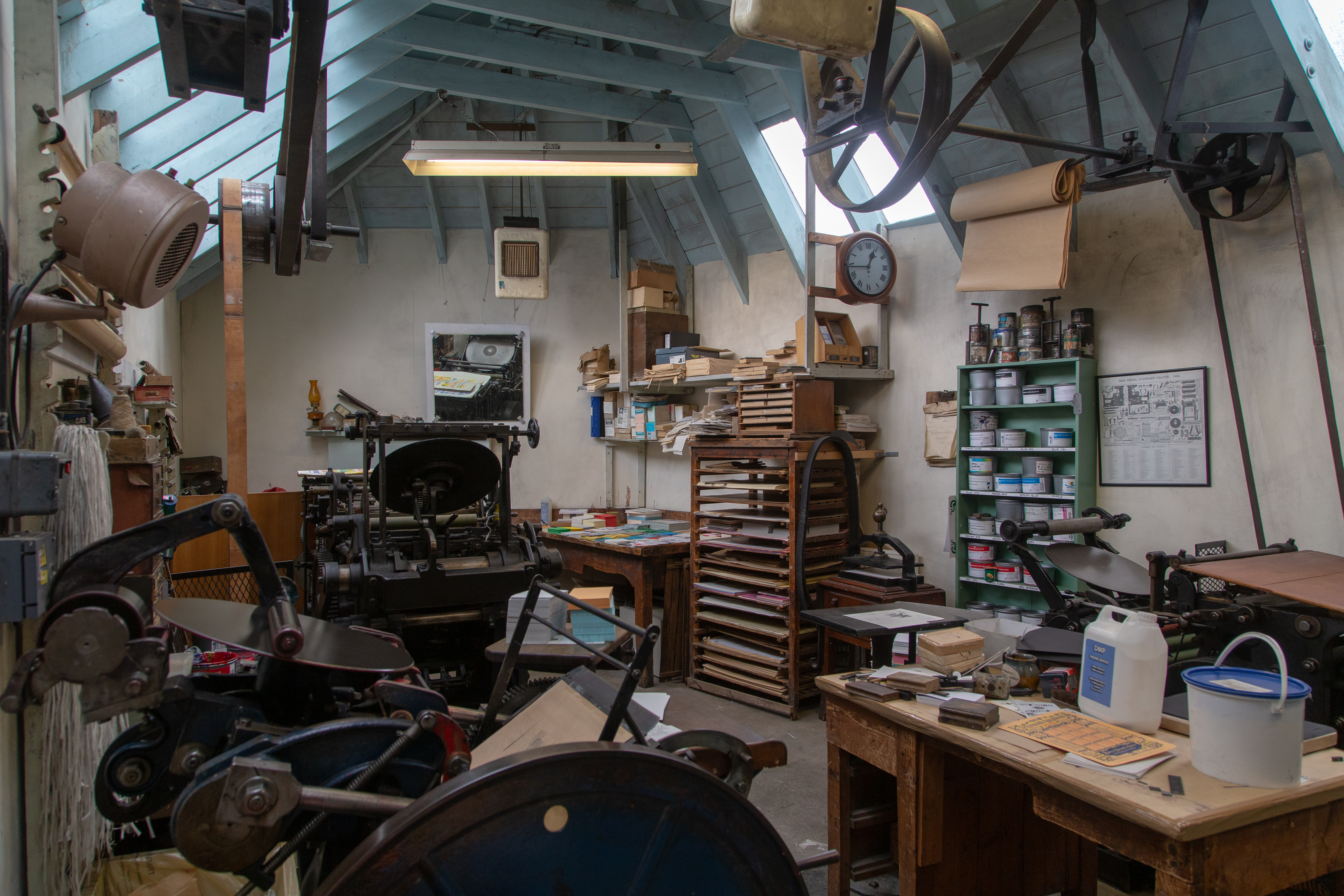
Druckraum der Druckerei Robert Smail’s Printing Works

Robert Smail’s Printing Works ist eine funktionsfähige und kommerziell betriebene Druckerei in der schottischen Stadt Innerleithen in der Council Areas Scottish Borders. Sie ist seit 1986 im Besitz des National Trust for Scotland (NTS). Das Gebäude wurde vom Historic Environment Scotland in der schottischen Denkmalliste in die dritthöchste Kategorie C aufgenommen.

## Beschreibung
Die Druckerei Robert Smail’s Printing Works ist eine funktionsfähige Druckerei mit einer Ausstattung, wie sie um das Jahr 1900 üblich war, inklusive eines Wasserrades, das die Maschinen antreibt. Sie ist zwar in erster Linie als Museum angelegt, führt aber auch kommerzielle Aufträge aus. Robert Smail’s Printing Works ist die älteste mit ihrer ursprünglichen Ausrüstung arbeitende Druckerei in Großbritannien. Man kann dort beispielsweise selber ein individuelles Lesezeichen erstellen und drucken lassen. Es werden auch Lehrgänge angeboten, in denen das Wissen über die alte ‚Schwarze Kunst‘ an Interessierte weitergegeben wird. Die Texte werden von Hand mit beweglichen Lettern gesetzt und mit einer Druckmaschine gedruckt, die im Jahr 1876 erbaut wurde (Wharfedale Reliance large stop-cylinder press). Im Setzraum finden sich rund 400 verschiedene Typen, die zur individuellen Gestaltung der Aufträge genutzt werden. Neben der Druckerei befindet sich ein Ladenlokal, in dem neben den von der Druckerei hergestellten Werken auch Schreibutensilien, Papier und Bürogerätschaften vertrieben werden, darunter ein grüner Frosch, der als Papierhalter genutzt wird.

## Geschichte
Die Druckerei wurde 1866 von Robert Smail (1826–1899) gegründet und später mit seinem Sohn Robert Cowan Smail gemeinsam betrieben. Von 1893 bis 1916 wurde die Zeitung The St Ronan’s Standard and Effective Advertiser herausgegeben, von der, wie von jedem anderen Druckauftrag, eine Kopie im Archiv der Druckerei lagert, was den historischen Wert dieser Druckerei weiter erhöht. Die Druckerei blieb im Besitz der Familie Smail, bis sie 1986 vom NTS übernommen wurde. Im Jahr 2024 betrug die Besucherzahl etwa 1.700 Personen.